# Абсалон

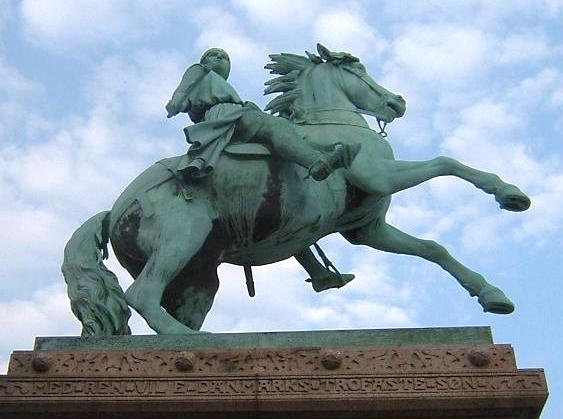
Статуя Абсалона в м. Копенгагені

Абсалон або Аксель (дан. Absalon; бл. 1128 р., с. Фьєнеслев, Королівство Данія — 21 березня 1201 р., м. Сорьо, Королівство Данія) — данський державний, церковний і військовий діяч, єпископ Роскіле з 1158 р., архієпископ Лундський (глава данської церкви) з 1177 р.. Радник данських королів Кнуда V і Вальдемара I.

## Життєпис
Син Асера Ріга (дан. Asser Rig) та Інгер Еріксдотер (дан. Inger Eriksdatter), в замку котрого він і його брат Есбьйорн (дан. Esbjørn) виховувалися разом з юним принцом Вальдемаром, який пізніше став данським королем Вальдемаром I.
Ріс у релігійній та освіченій родині, яка заснувала в м. Сорьо монастир, який став місцевим культурним центром. Після отримання початкових знань дома Абсалон був відправлений для подальшого навчання в м. Париж (Паризький університет). У Парижі він вивчав теологію і церковне право.
Абсалон брав участь у святкуванні примирення трьох братів-королів Свена III, Кнуда V й Вальдемара I у м. Роскіле в 1157 році. Він і Вальдемар дивом уникли смерті від рук убивць, підісланих Свеном III, і втекли разом в Ютландію. Свен III пішов за ними, але був убитий.

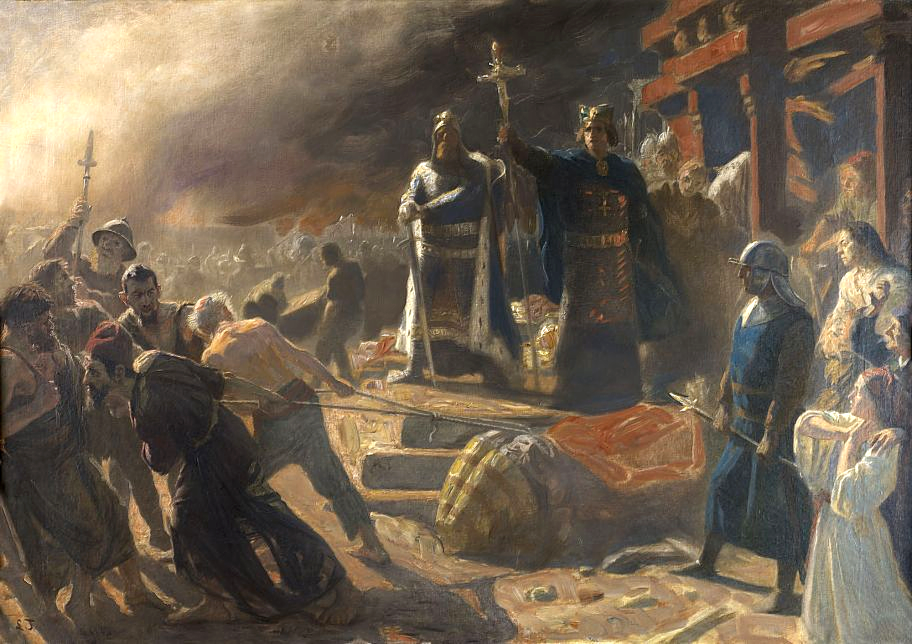
Єпископ Абсалон знищує ідол бога Святовита в Арконі в 1168 р.. Картина художника Лауріца Туксена

У 1158 р. Абсалон був обраний на єпископа Роскіле. З тих пір він став головним радником Вальдемара, сприяв проведенню імперської політики, яка дала Данії перевагу в Балтії. Абсалон намір очистити Північне море від племен вендів, які населяли узбережжя Балтійського моря, пізніше названого Померанія. Їх набіги на прибережну територію Данії й призвели до того, що при воцарінні Вальдемара одна третина королівства була спустошена та обезлюділа. Саме існування Данії як королівства на його думку вимагало придушення цих племен. Цьому завданню Абсалон присвятив більшу частину свого життя.
Перша експедиція проти венедів, якою керував особисто Абсалон, було проведена в 1160 році. Вальдемар вів війну з руянами і в 1168 році, коли їх головне місто Аркона на острові Рюген з ідолом бога Святовита капітулював, руяни погодилися прийняти данський сюзеренітет, що призвело до утворення Князівства Руян. Аркона була зруйнована, а святилище Святовита — знищено, почалося навернення руян до християнства. На згаданому острові Абсалон заснував 12 церков, і як Рюген острів Руян увійшов до складу єпископства Роскіле.
Знищення опорного пункту вендів дозволило данцям скоротити свій флот. Але Абсалон продовжував пильно стежити за обстановкою в Балтійському морі та 1170 року знищив іншу фортецю на острові Волін.
Остання військова кампанія Абсалона пов'язана зі знищенням в 1184 р. поморянського флоту, який атакував данського васала на острові Рюген, Князівство Руян. У результаті цієї кампанії були підкорені території Померанії й Мекленбурга. Потім він погодився передати командування армією та флотом герцогові Вальдемару (пізніше король Данії Вальдемар II) і повністю присвятив себе управлінню імперією, яку він створив.

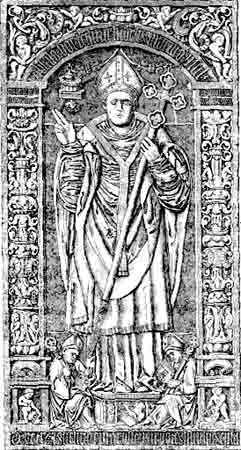
Могильна плита Абсалона в монастирі в м. Сорьо

Абсалон підтримував союз Вальдемара I з німецьким імператором Фрідріхом I Барбаросою проти Папи Римського Олександра III. До 1167 р. Абсалон і Вальдемар примирилися з Папством.
Пізніше метою його політики було звільнення від німецького впливу. Всупереч його порад і попереджень Вальдемар I в 1162 р. підтвердив свою васальну залежність від Фрідріха I Барбароси. Коли ж в 1182 р. на коронацію Кнуда VI в Роскіле прибув імператорський посланець для отримання феодальної присяги від нового короля, Абсалон люто виступив проти нього.
Абсалон сприяв спорудженню нових церков і монастирів у Данії, підтримував діяльність релігійних орденів, таких, як ордени цистерціанців і августинців, засновував школи та багато робив для поширення культури. У 1167 р. керував першим данським Синодом в м. Лунді. У 1177 р. став архієпископом Лундським. Був опікуном Кнуда VI і після вступу останнього на престол сприяв проведенню незалежної від Священної Римської імперії політики Данії. Був прихильником канонізації батька Вальдемара, Кнуда Лаварда.
У 1167 р. близько села Хавн (дан. Havn) спорудив замок на захист від піратів і оточив Хавн укріпленнями. Пізніше замок розвинувся в данську столицю Копенгаген. Ще в XIX столітті данці м. Копенгаген називали Аксельштадтом, від одного з імен єпископа. Його сучасник Саксон Граматик згадував про нього у творі «Діяння данів».
Абсалон помер в 1201 р. в сімейному монастирі, в місті Сорьо.